# Świadkowie Jehowy w Austrii
Świadkowie Jehowy w Austrii – społeczność wyznaniowa w Austrii, należąca do ogólnoświatowej wspólnoty Świadków Jehowy, licząca w 2023 roku 22 443 głosicieli, należących do 283 zborów. Na dorocznej uroczystości Wieczerzy Pańskiej w 2023 roku zgromadziło się 35 177 osób. Działalność miejscowych głosicieli koordynuje Środkowoeuropejskie Biuro Oddziału w Selters w Niemczech. Biuro Krajowe znajduje się w Wiedniu, a Sala Zgromadzeń w St. Pölten. Są piątą pod względem liczby członków wspólnotą religijną w Austrii.

## Historia

### Początki
W roku 1891, w trakcie swojej pierwszej podróży do Europy, Charles Taze Russell odwiedził Wiedeń. W stolicy Austrii przebywał ponownie 22 marca 1911 roku. Jego przemówienie w stołecznej sali hotelu Continental, w której zgromadziło się około 600 osób, zostało zakłócone przez sympatyków J.L. Magnesa, rabina z Nowego Jorku. Rabin Magnes telegraficznie przestrzegł swoich znajomych przed Charlesem T. Russellem, przedstawiając go jako chrześcijańskiego misjonarza nawracającego Żydów. Ludzie ci podnosili hałas, by na wszelkie sposoby nie dopuścić C.T. Russella do głosu. Jednakże grupa młodych Żydów towarzyszyła Russellowi do hotelu, gdzie długo zadawała mu pytania, tego i następnego dnia. Wykład ten opublikowały miejscowe gazety.
W roku 1914 do Wiednia przyjechał z Niemiec Maxwel G. Freschel (Friend) – późniejszy wykładowca Biblijnej Szkoły Strażnicy – Gilead, który prowadził działalność kaznodziejską głównie wśród ludności żydowskiej. Wówczas w stolicy cztery osoby prenumerowały czasopismo „Strażnica”. W roku 1917 działalność kaznodziejską prowadził nauczyciel muzyki Johann Ehm z miejscowości Deutsch-Wagram. Po zakończeniu I wojny światowej działalność prowadzono w miastach Wiedeń, Klagenfurt i Graz. W roku 1920 wierzenia Badaczy Pisma Świętego przyjęli: Franz Ganster księgowy z Klagenfurtu oraz Simon Riedler – rolnik z Górnej Austrii.
W roku 1921 pozyskano 1200 adresów osób zainteresowanych prenumeratą publikacji religijnych, a specjalnego wykładu w stolicy – 27 października tego roku (1921) – wysłuchało ponad 2 tysiące osób. W tym samym roku ze Szwajcarii przybył Leopold Köning, aby prowadzić w Austrii działalność kaznodziejską.
W roku 1922 odbyły się zgromadzenia w Wiedniu, Klagenfurcie i Grazu. Grupy głosicieli działały w tych miastach i ich okolicach. Od 30 maja do 1 czerwca tego roku, w stolicy Joseph F. Rutherford rozpoczął wyświetlanie „Fotodramy stworzenia”, którą potem pokazano we wszystkich austriackich miastach.
W roku 1923 otwarto w Wiedniu pierwsze biuro Towarzystwa Strażnica. W roku 1924 odbyła się konwencja generalna w Wiedniu. Na Pamiątce w roku 1926 obecne były 433 osoby, głównie w: Wiedniu (312 zebranych), Grazu (43) i Klagenfurcie (26).
W maju 1930 roku zarejestrowano lokalne stowarzyszenie religijne, zajmujące się rozpowszechnianiem Biblii i literatury biblijnej. Rozpoczęto wyświetlanie filmu Dramat stworzenia.
W roku 1932 w dorocznej uroczystości Wieczerzy Pańskiej wzięły udział 724 osoby. W roku 1933 przemówienie w stolicy wygłosił Nathan H. Knorr. W tym samym roku zarejestrowano lokalny oddział Wachtturm-Gesellschaft (Towarzystwa Strażnica), który został zdelegalizowany w 1935 roku po wzroście wpływów nazistowskich.

### Okres nazizmu (1933–1945)

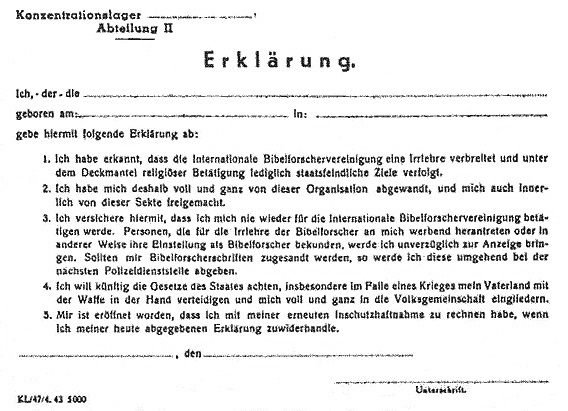
Hitlerowskie oświadczenie o wyrzeczeniu się wiary, którego podpisania odmawiali Świadkowie Jehowy

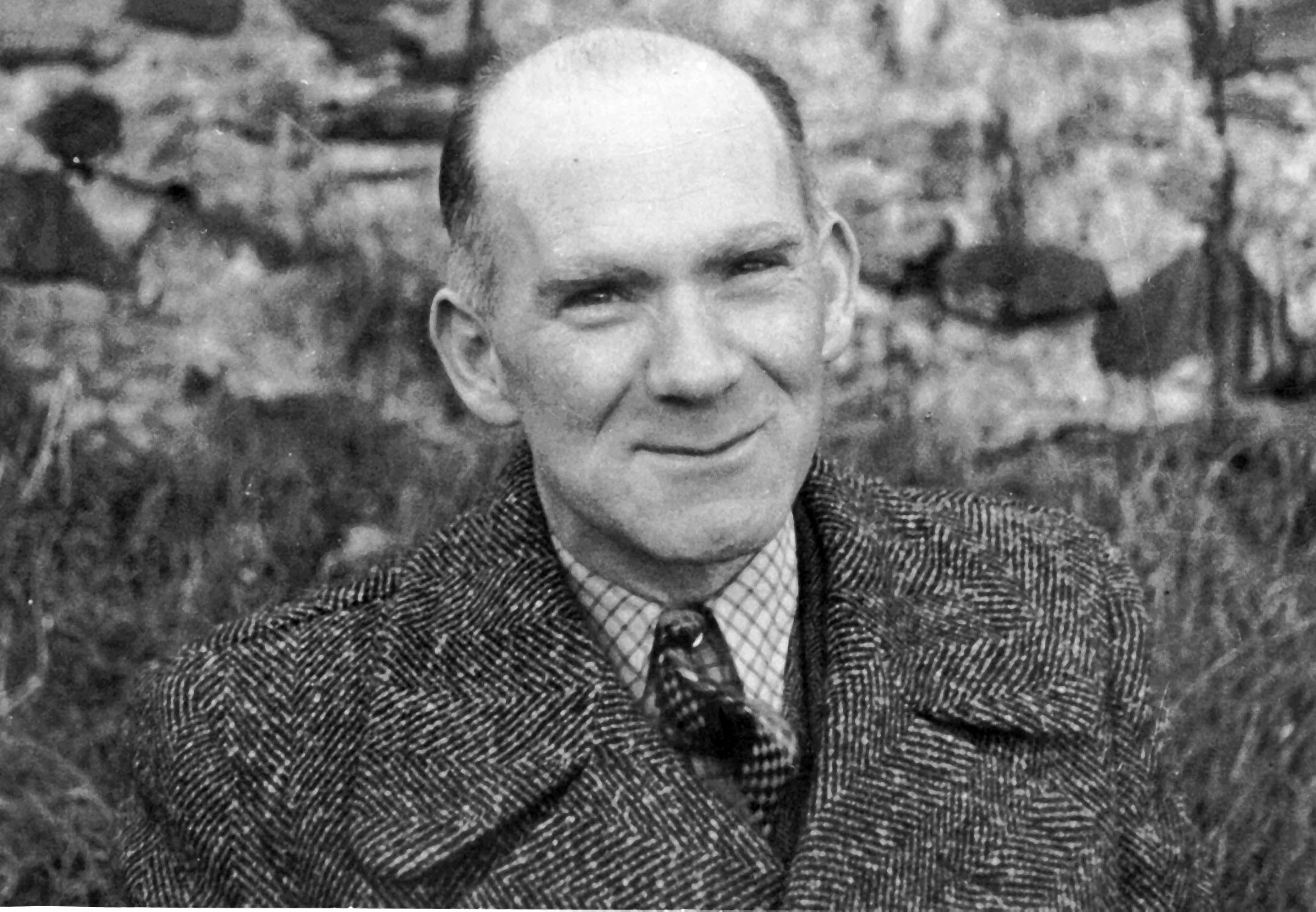
Rudolf Redlinghofer – austriacki Świadek Jehowy, jedna z ofiar nazizmu w Austrii

W latach 1933–1934 władze konfiskowały literaturę religijną, a 10 września 1934 roku zamknęły Biuro Oddziału. W lipcu 1935 roku rozwiązano Towarzystwo Strażnica, a działalność Świadków Jehowy w Austrii obłożono zakazem. W 1935 roku nastąpiła fala aresztowań członków wyznania. Mimo to w 1937 roku w Austrii działalność prowadziło 549 głosicieli. W 1935 roku Świadkowie Jehowy z Austrii uczestniczyli w kongresach w Bratysławie, Mariborze i Lucernie, a w 1937 roku w kongresie w Pradze.
W roku 1938 w kraju działało około pięciuset głosicieli. Miejscowi Świadkowie Jehowy nie poparli Hitlera, za co ponad 400 wysłano do obozów koncentracyjnych lub więzień, a kilkadziesiąt osób stracono (np. 14 członków małego zboru w St. Martin). Literaturę biblijną przemycano z Czechosłowacji, Szwajcarii oraz z Włoch, a jej powielaniem i rozprowadzaniem zajmowali się z narażeniem życia m.in. August Kraft, Peter Gölles, Ludwig Cyranek, Therese Schreiber. Niektóre publikacje powielano potajemnie w różnych punktach rozsianych na terenie kraju. 58 dzieci Świadków Jehowy zostało odebranych rodzicom.
W trakcie II wojny światowej większość austriackich Świadków Jehowy trafiła do obozów lub więzień. Ze względu na neutralną postawę polityczną wobec narodowego socjalizmu, jak również z powodu odmowy wspierania działań wojennych, na 550 Świadków Jehowy w Austrii 212 zostało wysłanych do obozów koncentracyjnych. Zostali oznaczeni fioletowym trójkątem. W wyniku prześladowań zmarło 154 austriackich Świadków Jehowy, w wyniku egzekucji, pobić, chorób bądź też z wyczerpania (54 stracono za odmowę pełnienia służby wojskowej).
Według wyniku projektu badawczego przedstawionego 6 czerwca 2003 roku w austriackim parlamencie o grupie austriackich Świadków Jehowy powiedziano: W roku 1939 nie było innych osób, spoza tej grupy religijnej, które odmówiły służby wojskowej. Analizując przypadki sprzeciwu sumienia wobec odbywania służby wojskowej w okresie nazizmu, jego ofiarami byli najczęściej Świadkowie Jehowy. W obozie koncentracyjnym Mauthausen znajdowała się grupa więźniów, których prześladowano tylko ze względów religijnych. Byli to Świadkowie Jehowy. (...) Karano ich za polityczne następstwa ich wierzeń – odmowę złożenia przysięgi na wierność Hitlerowi oraz pełnienia służby wojskowej w jakiejkolwiek postaci. W obozie tym znajdowało się 450 Świadków Jehowy, a około 140 z nich straciło życie. Spośród około 550 Świadków Jehowy w Austrii, do roku 1945 aresztowano 500, a 212 zostało osadzonych w obozach koncentracyjnych, w których 131 poniosło śmierć. Łącznie zginęło 154 austriackich Świadków Jehowy.

### Rozwój działalności

#### Druga połowa lat 40.
21 lipca 1945 roku odbył się pierwszy powojenny kongres w Austrii. Rok później w kraju działało 730 głosicieli. W roku 1947 wznowił działalność lokalny oddział Wachtturm-Gesellschaft (Towarzystwa Strażnica). W tym samym roku na kongresie pod hasłem „Rozrost wszystkich narodów” w Wiedniu zgromadziło się 1700 osób, a 131 zostało ochrzczonych. W roku 1948 w radzieckiej strefie okupacyjnej w Austrii, nastąpiły aresztowania Świadków Jehowy i kilkudziesięciu z nich przez dwa lata przetrzymywano w syberyjskich łagrach. W roku 1949 liczba głosicieli wzrosła do 1551 osób.

#### Lata 50.
W latach 50. XX wieku sądy zaczęły rehabilitować Świadków Jehowy, którzy w okresie nazizmu zostali osądzeni za odmowę służby wojskowej.
W pierwszej połowie lat 50. XX wieku przyjechali pierwsi misjonarze, absolwenci Biblijnej Szkoły Gilead.

#### Lata 60.
W 1965 roku na kongres pod hasłem „Słowo prawdy” przyjechała grupa 1200 współwyznawców z Grecji, którzy w tamtym czasie borykali się z trudnościami ze strony władz państwowych. 1 sierpnia 1965 roku przybyli kolejni misjonarze. W roku 1967 w kongresie pod hasłem „Dzieło czynienia uczniów” w Klagenfurcie uczestniczyło 889 Świadków Jehowy z Jugosławii, a w roku 1968 w Villach odbył się kongres pod hasłem „Dobra nowina dla wszystkich narodów” dla Świadków Jehowy z Jugosławii, z udziałem 2319 osób. W 1969 roku w kongresach pod hasłem „Pokój na ziemi” uczestniczyło ponad 31 tysięcy osób, a 733 ochrzczono.

#### Lata 70.
Liczbę 10 tysięcy głosicieli w Austrii przekroczono w roku 1971. W 1973 roku austriaccy Świadkowie Jehowy uczestniczyli w kongresie międzynarodowym pod hasłem „Boskie zwycięstwo” w Monachium. W roku 1975 powstały w Austrii obcojęzyczne grupy Świadków Jehowy, mówiących po węgiersku, angielsku, polsku, rumuńsku, hiszpańsku, turecku, arabsku, rosyjsku, ukraińsku i serbsko-chorwacku. W roku 1978 w stolicy odbył się kongres międzynarodowy pod hasłem „Zwycięska wiara” i od tego roku austriaccy Świadkowie Jehowy rozpoczęli organizowanie kongresów dla węgierskich współwyznawców, gdyż na Węgrzech ich działalność była zakazana. W roku 1979 na kongresach pod hasłem „Żywa nadzieja” w Austrii było obecnych 17 847 osób, w tym Świadkowie Jehowy z Węgier.

#### Lata 80.

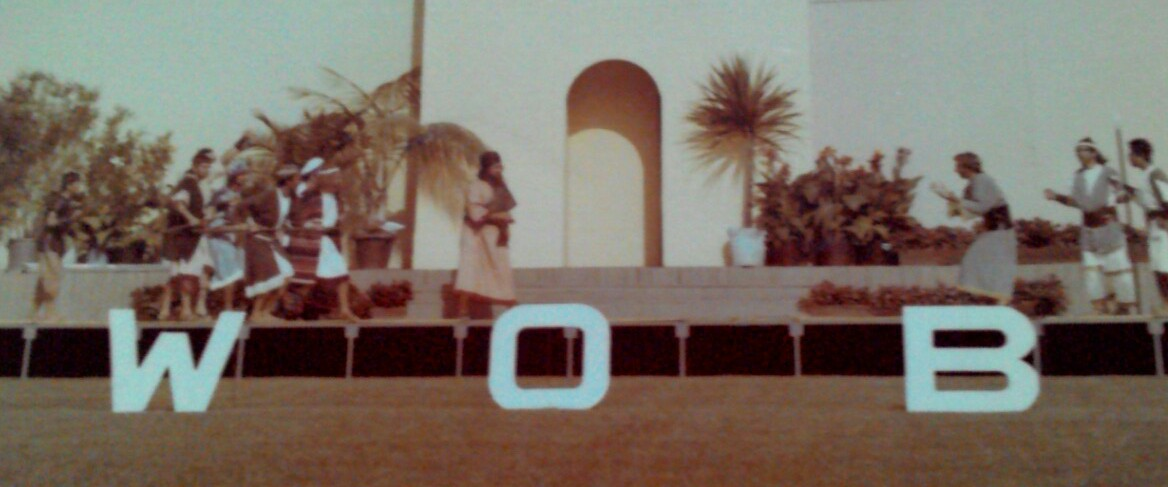
Kongres pod hasłem „Lojalność wobec Królestwa” (1981) w Wiedniu (przedstawienie biblijne dla polskich delegatów)

W roku 1980 w stolicy odbył się kongres pod hasłem „Miłość Boża” dla Świadków Jehowy z Węgier, współwyznawców z Polski (1883 obecnych) i z terenów Jugosławii. W 1981 roku zorganizowano w Wiedniu kongres pod hasłem „Lojalność wobec Królestwa” dla delegatów z Polski (ponad 5 tysięcy osób), z Jugosławii i z Węgier, z udziałem członków Ciała Kierowniczego Świadków Jehowy. W roku 1982 w kongresach pod hasłem „Prawda o Królestwie” ponownie uczestniczyły delegacje współwyznawców z Węgier. W roku 1983 otwarto nowe Biuro Oddziału. W 1984 roku z kongresów pod hasłem „Rozwój Królestwa” skorzystało 20 908 osób. W roku 1986 na kongresie pod hasłem „Pokój Boży” było obecnych 1781 Świadków Jehowy z Węgier. W 1988 roku w Wiedniu odbył się kongres międzynarodowy pod hasłem „Sprawiedliwość Boża”. W następnym roku w kongresach pod hasłem „Prawdziwa pobożność” uczestniczyły 25 153 osoby.

#### Lata 90.
W roku 1992 austriaccy Świadkowie Jehowy wysłali ukraińskim współwyznawcom do Lwowa i Użhorodu 48,5 tony żywności, 5114 kartonów odzieży oraz 6700 par butów. Ponadto współwyznawcom w Belgradzie, Mostarze, Osijeku, Sarajewie i Zagrzebiu zawieźli 7 ton żywności, 1418 pudeł z ubraniami, a także 465 par obuwia. 23 czerwca 1993 roku Europejski Trybunał Praw Człowieka przyznał, że Austria dopuściła się dyskryminacji względem swojej obywatelki – Świadka Jehowy i naruszyła jej prawo do wychowywania własnych dzieci w zgodzie z zasadami swojej religii. W roku 1994 liczba głosicieli przekroczyła 20 tysięcy.
Do lat 90. XX wieku austriackie Biuro Oddziału sprawowało nadzór nad działalnością współwyznawców w Albanii, w Bośni i Hercegowinie (do 1996), w Bułgarii, Chorwacji, Czechosłowacji, Rumunii (do 1995), Serbii, Słowenii (do 1991) i na Węgrzech. W krajach tych do lat 90. XX wieku panował zakaz działalności. Austriackie Biuro Oddziału organizowało potajemne dostarczanie publikacji biblijnych, organizowanie potajemnych spotkań i umacnianie współwyznawców pod względem organizacyjnym, tam gdzie były prześladowania i zakaz.
Od roku 1997 wystawa pt. „Zapomniane ofiary reżimu hitlerowskiego” była prezentowana w 70 austriackich miastach, a osoby ocalałe z hitlerowskich więzień i obozów koncentracyjnych miały sposobność mówić o wierze i odwadze w obliczu prześladowań ze strony hitlerowców.
11 lipca 1998 roku austriacka wspólnota Świadków Jehowy została zarejestrowana przez władze państwowe jako wspólnota religijna.
W 1998 roku władze St. Pölten nazwały ulicę nazwiskiem Antona Streyczeka (Anton-Streyczek-Gasse), straconego 24 grudnia 1939 roku w Plötzensee.

#### 2000–2009
Na przełomie maja i czerwca 2000 roku w Uniwersytecie w Grazu odbyła się wystawa „Zapomniane ofiary faszyzmu”, która prezentowała historię Świadków Jehowy w czasie nazizmu. W roku 2002 wskutek powodzi ucierpiało prawie 100 rodzin Świadków Jehowy, a zalanych zostało 50 domostw. Współwyznawcy utworzyli komitet, składający się z 400 wolontariuszy, którzy pomogli odbudować zniszczenia, a poszkodowanym zaofiarowano pomoc materialną, na którą dobrowolnie składali się Świadkowie Jehowy z całego kraju. We wrześniu w 2006 roku w Grazu prezentowana była wystawa „Wybacz – TAK, Zapomnij – NIE” na temat Świadków Jehowy jako ofiar nazizmu. W czerwcu 2007 roku na terenie byłego podobozu koncentracyjnego KZ-Nebenlager Bretstein odbyły się uroczystości odsłonięcia tablicy pamiątkowej, aby upamiętnić Świadków Jehowy, którzy byli w nim osadzeni. W 2007 roku zrehabilitowano wielu Świadków Jehowy, którzy zostali skazani w czasach nazizmu (m.in.: Helene Delacher, Josef Dietz, Johann Jancic sen., Maria Jancic, Kreiner Andreas, Franz Mattischek).
W maju 2008 roku w Sankt Lambrecht odsłonięto tablicę pamiątkową dla upamiętnienia Świadków Jehowy, którzy w roku 1943 zostali osadzeni na terenie miejscowego klasztoru. 31 lipca 2008 roku Europejski Trybunał Praw Człowieka wydał decyzję, dotyczącą prawa religijnego w Austrii. Trybunał stwierdził, że austriackie prawo religijne narusza Europejską konwencję praw człowieka. W opinii Trybunału, Austria narusza prawo do wolności kultu religijnego, tworząc religie niższej klasy, a co za tym idzie – obywateli. Prowadzi to do dyskryminacji, która nie jest zgodna z charakterem pluralistycznego i demokratycznego społeczeństwa. W październiku tego samego roku w Wiedniu prezentowana była wystawa „Wybacz – TAK, Zapomnij – NIE”, na temat Świadków Jehowy jako ofiar nazizmu.

### Status prawny w 2009
7 maja 2009 roku – po 30 latach starań – Federalne Ministerstwo Edukacji, Sztuki i Kultury uznało prawnie Świadków Jehowy w Austrii, za jedną z 14 wspólnot religijnych w tym kraju, jako wyznanie posiadające status korporacji prawa publicznego. Siedziba związku religijnego znajduje się w Wiedniu.
W maju tego samego roku w budynku muzeum Mauthausen prezentowana była wystawa „Świadkowie Jehowy – Zapomniane ofiary reżimu nazistowskiego w Mauthausen”. Natomiast w sierpniu tego samego roku w Wiedniu odbył się kongres międzynarodowy pod hasłem „Czuwajcie!” z udziałem 40 000 obecnych, w tym 20 000 delegatów z ponad 20 krajów.
W latach 2010–2011 kongresy odbywały się w językach: niemieckim, angielskim, chorwackim, hiszpańskim, polskim i rumuńskim. Największe z nich odbyły się na stołecznym stadionie Ernst-Happel-Stadion, w tym ogólnokrajowy w lipcu 2014 roku pod hasłem „Szukajmy najpierw Królestwa Bożego!”. W 2010 roku działalność kaznodziejską prowadziło 20 992 głosicieli.
W 2012 roku nadzór nad działalnością miejscowych głosicieli przejęło Biuro Oddziału w Niemczech. 25 września 2012 roku ETPC orzekł, „że Austria jest winna dyskryminacji Świadków Jehowy”; nakazał też rządowi zwrócenie im prawie 13 000 euro tytułem kosztów sądowych.

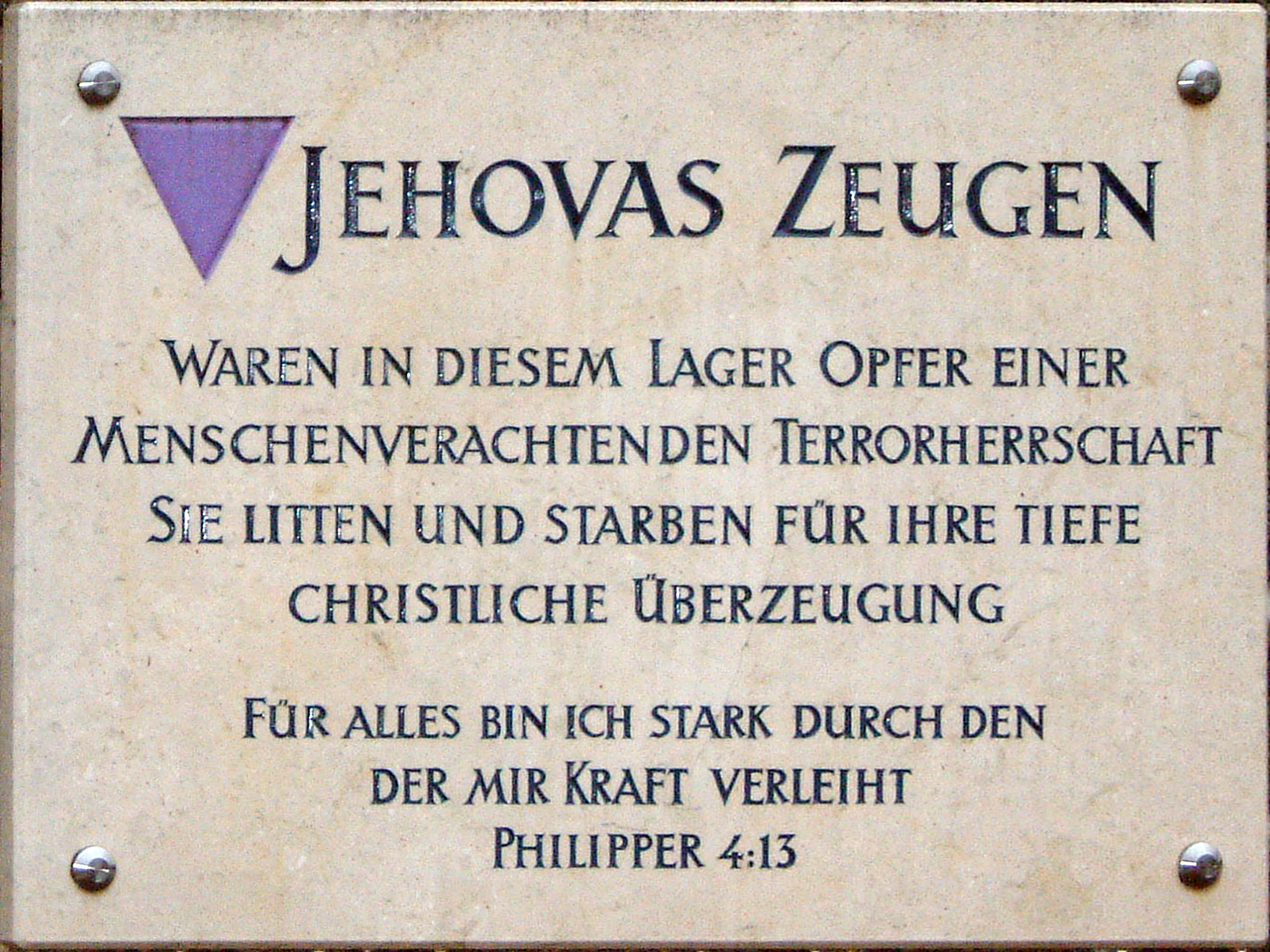
Tablica pamiątkowa, informująca o pobycie Świadków Jehowy w obozie hitlerowskim Mauthausen-Gusen

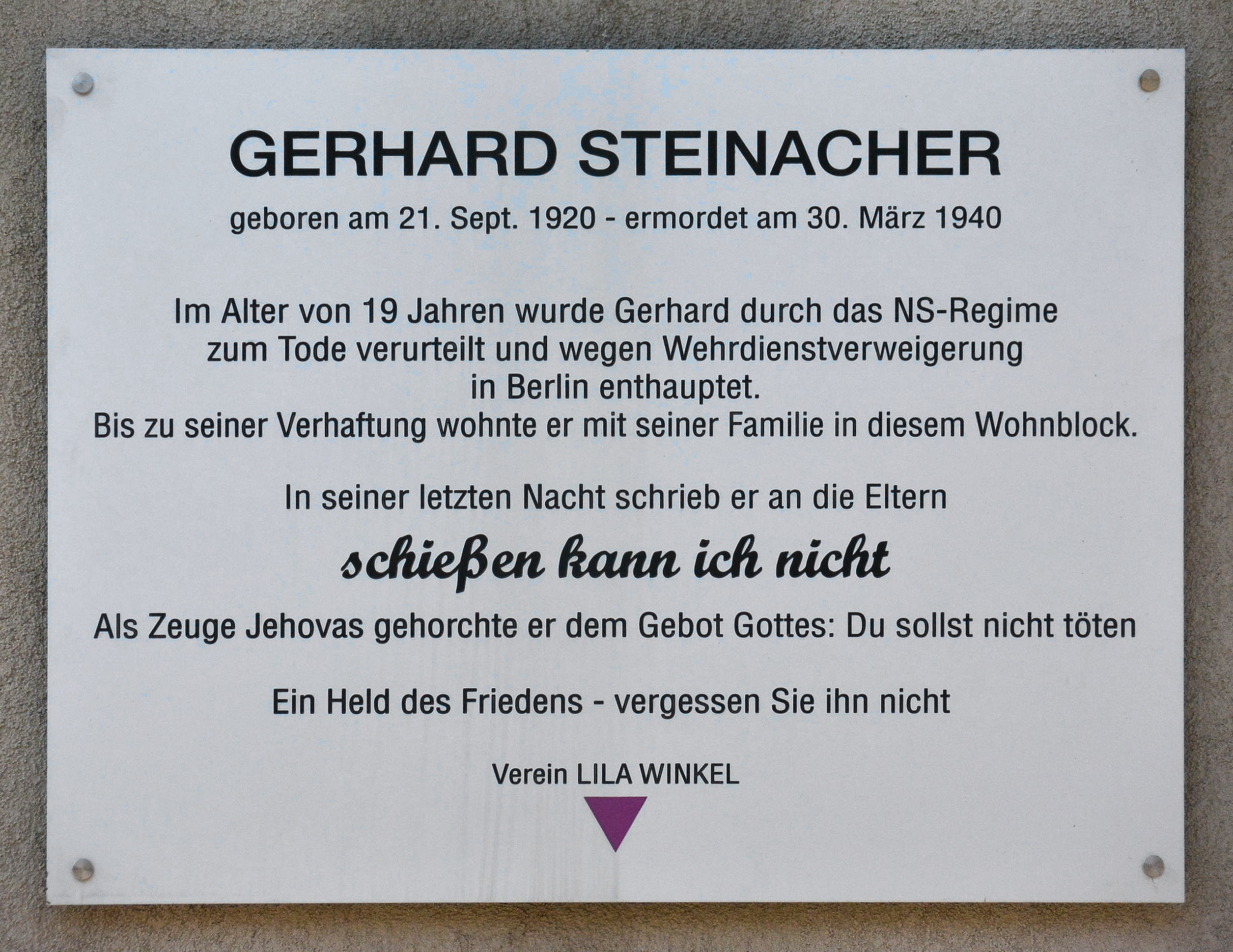
Tablica pamiątkowa, poświęcona Gerhardowi Steinacherowi, który jako Świadek Jehowy 30 marca 1940 roku za odmowę wstąpienia do armii został stracony przez hitlerowców

13 kwietnia 2014 roku na terenie byłego obozu koncentracyjnego Mauthausen-Gusen odsłonięto tablicę ze znakiem trójkąta, upamiętniającą około 450 Świadków Jehowy uwięzionych w tym obozie.
13 maja 2015 roku w Wiedniu, na ścianie rodzinnego domu Steinacherów, odsłonięto tablicę pamiątkową, poświęconą Gerhardowi Steinacherowi, Świadkowi Jehowy, który 30 marca 1940 roku za odmowę wstąpienia do armii został stracony przez hitlerowców.
W lipcu 2015 roku delegacja Świadków Jehowy z Austrii brała udział w kongresie specjalnym pod hasłem „Naśladujmy Jezusa!” w Gandawie w Belgii.
Od sierpnia 2015 roku Świadkowie Jehowy w Austrii podejmują szczególną działalność kaznodziejską wśród uchodźców. W okresie od maja do lipca 2016 roku zorganizowano specjalną kampanię głoszenia dla uchodźców i imigrantów. Około 700 arabskojęzycznych głosicieli z 7 krajów przyjechało, żeby głosić osobom mówiącym po arabsku.
12 maja 2016 roku Hermine Liska otrzymała Złoty Medal Styrii (Goldene Ehrenzeichen des Landes Steiermark) za popularyzowanie historii prześladowań Świadków Jehowy w okresie nazizmu (jako naoczny świadek). 19 maja 2017 roku władze gminy Techelsberg zorganizowały ceremonię upamiętniającą 31 Świadków Jehowy pochodzących z terenu gminy lub okolic, którzy zostali skazani na śmierć, wysłani przez nazistów do obozów koncentracyjnych lub byli represjonowani w inny sposób. Podczas uroczystości odsłonięto płytę pamiątkową, na której umieszczono nazwiska wszystkich represjonowanych z gminy Techelsberg.
W dniach od 16 do 18 czerwca 2017 roku w stolicy odbył się kongres specjalny pod hasłem „Nie poddawaj się!” z udziałem delegacji z Austrii, Chorwacji, Czech, Luksemburga, Macedonii, Serbii, Słowacji, Słowenii i ze Stanów Zjednoczonych. Na Ernst-Happel-Stadion zgromadziło się przeszło 30 000 osób, w tym około 4000 delegatów z byłej Jugosławii.

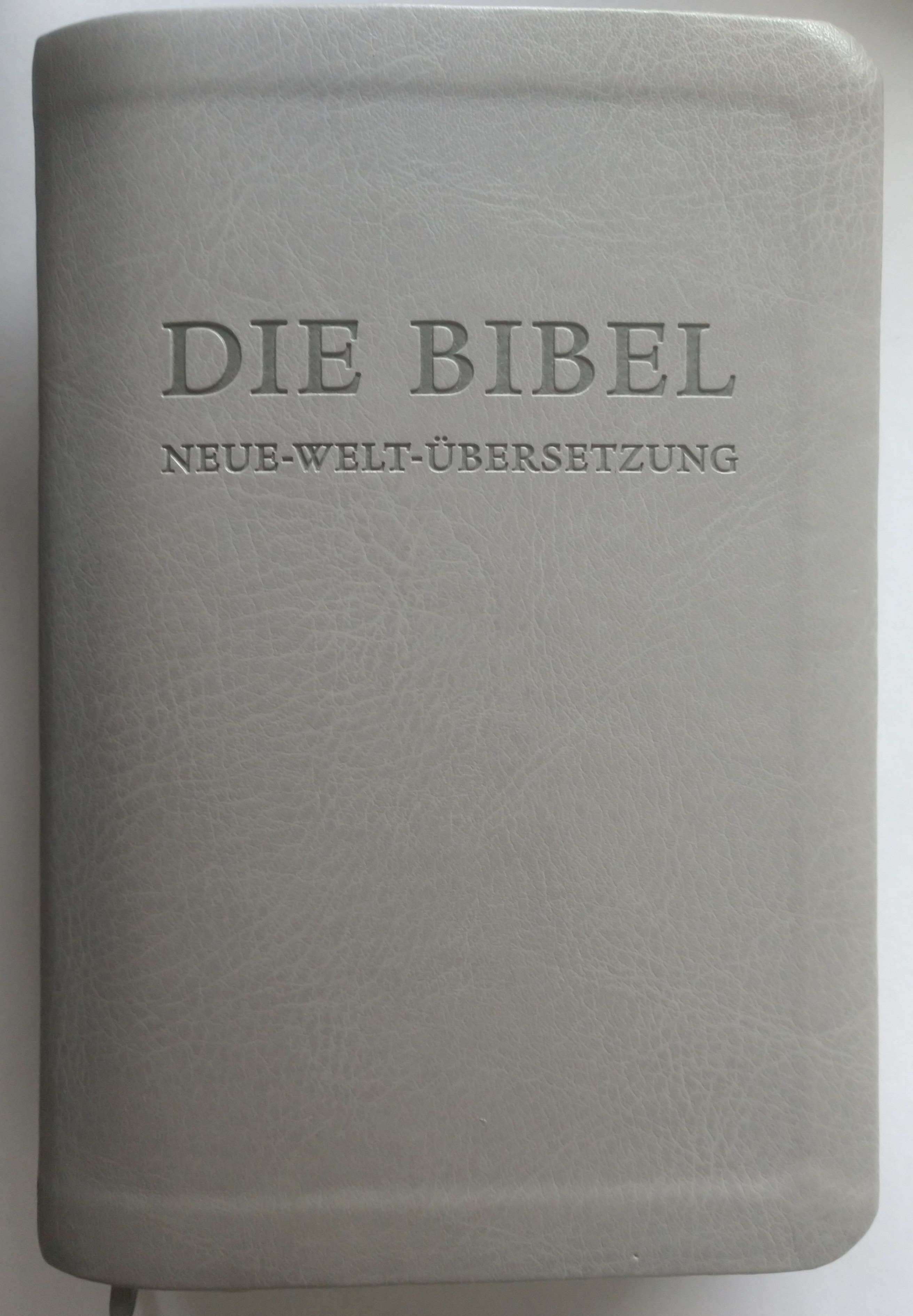
Pismo Święte w Przekładzie Nowego Świata (wyd. zrewid.) w j. niemieckim wydano w 2019

W maju 2018 roku zorganizowano specjalną, weekendową, ogólnokrajową kampanię ewangelizacyjną. Latem 2019 roku delegacje z Austrii brały udział w kongresach międzynarodowych pod hasłem „Miłość nigdy nie zawodzi!” w Argentynie, Filipinach, Francji, Grecji, Polsce (Warszawa), Południowej Afryce i Stanach Zjednoczonych. Od 31 sierpnia do 26 października 2019 roku głosiciele z 19 krajów wzięli udział w specjalnej kampanii głoszenia osobom arabskojęzycznym.
W 2022 roku zorganizowano pomoc dla uchodźców z Ukrainy przybyłych do Austrii, podczas inwazji Rosji na Ukrainę. 20 sierpnia 2023 roku w Leibnitz podczas trwania zebrania zborowego na parkingu w pobliżu Sali Królestwa pod dwoma pojazdami podłożono ładunki wybuchowe, które zdetonowały. Nikt nie odniósł obrażeń. 29 marca 2024 roku w Kalsdorfie koło Grazu podczas trwania zebrania zborowego w pobliżu Sali Królestwa policja zabezpieczyła podłożony ładunek wybuchowy. W 2024 roku w ramach Europejskiej Stolicy Kultury miasto Bad Ischl nadało niektórym ulicom imiona „pamiętnych” kobiet. Jedną z nich nazwaną Rosalia-Hahn-Allee. Rosalia Hahn z domu Gimpl zginęła w obozie koncentracyjnym Ravensbrück jako Świadek Jehowy. W 2024 roku delegacje z Austrii brały udział w kongresach specjalnych pod hasłem „Głośmy dobrą nowinę!” w Czechach, we Francji, na Gwadelupie, w Stanach Zjednoczonych i w Szwajcarii.

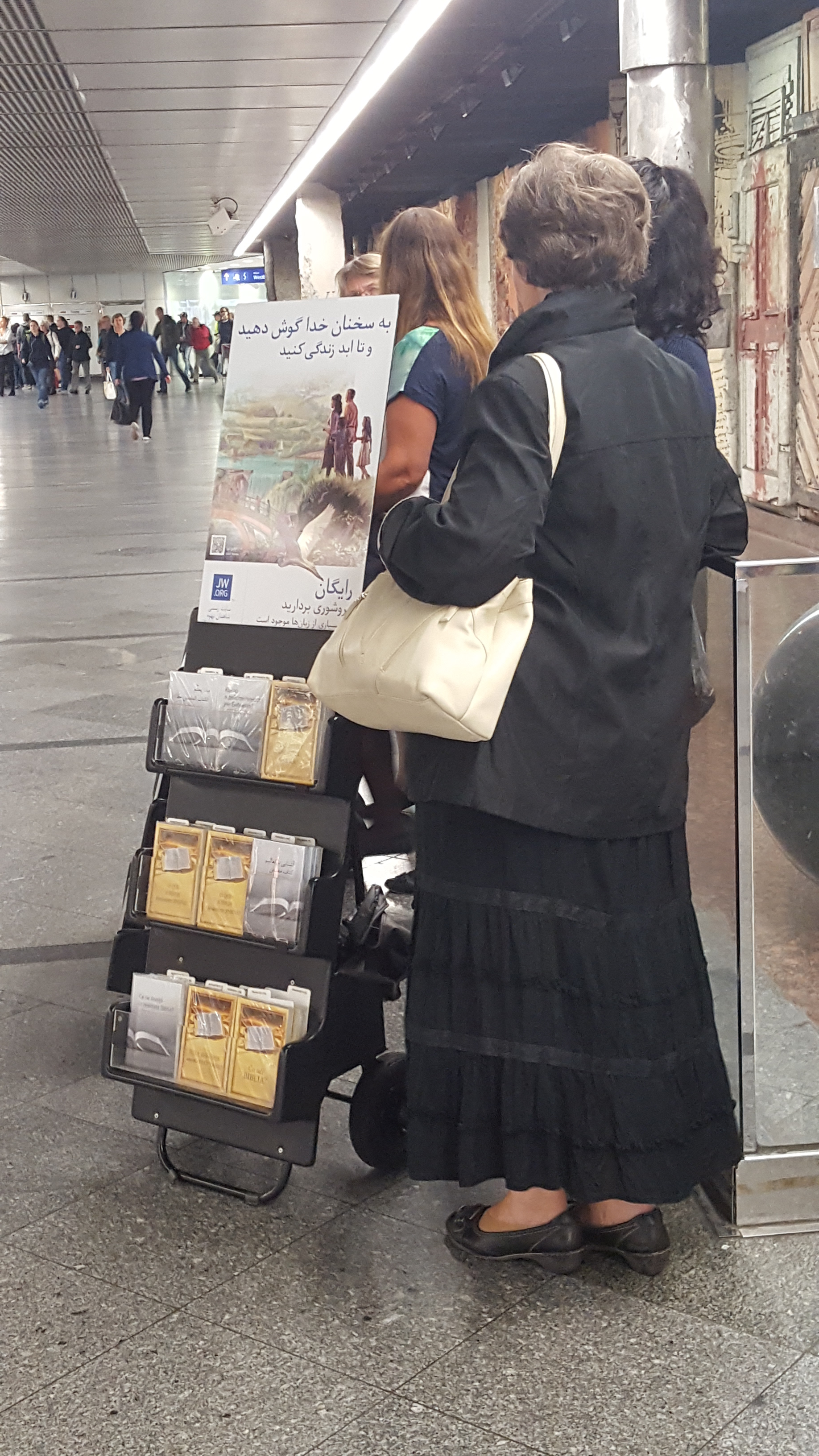
Publiczna działalność kaznodziejska z publikacjami Świadków Jehowy w języku arabskim w Wiedniu

W Wiedniu Świadkowie Jehowy prowadzą działalność kaznodziejską w przeszło 25 językach. Publiczna działalność kaznodziejska prowadzona jest również na ulicach oraz parkingach.
Oprócz zborów niemieckojęzycznych istnieją również zbory i grupy języków: angielskiego-, arabskiego-, chińskiego-, chorwackiego-, francuskiego-, hindi, hiszpańskiego-, polskiego-, rosyjskiego-, rumuńskiego-, tagalskiego-, tureckiego-, ukraińskiego-, węgierskiego oraz austriackiego języka migowego; ponadto w Austrii działa kilka grup, posługujących się innymi językami (albańskim, bułgarskim, greckim, gruzińskim, japońskim, kurdyjskim, lingala, macedońskim, ormiańskim, perskim, pidżyn (Afryka Zachodnia), portugalskim, romani (Macedonia, Rumunia), rumuńskim (wołoski), słowackim i włoskim). Kongresy odbywają się w języku niemieckim, angielskim, arabskim, chorwackim, hiszpańskim, rosyjskim i rumuńskim.
W 2016 roku Świadkowie Jehowy w Austrii użytkowali 174 Sale Królestwa.

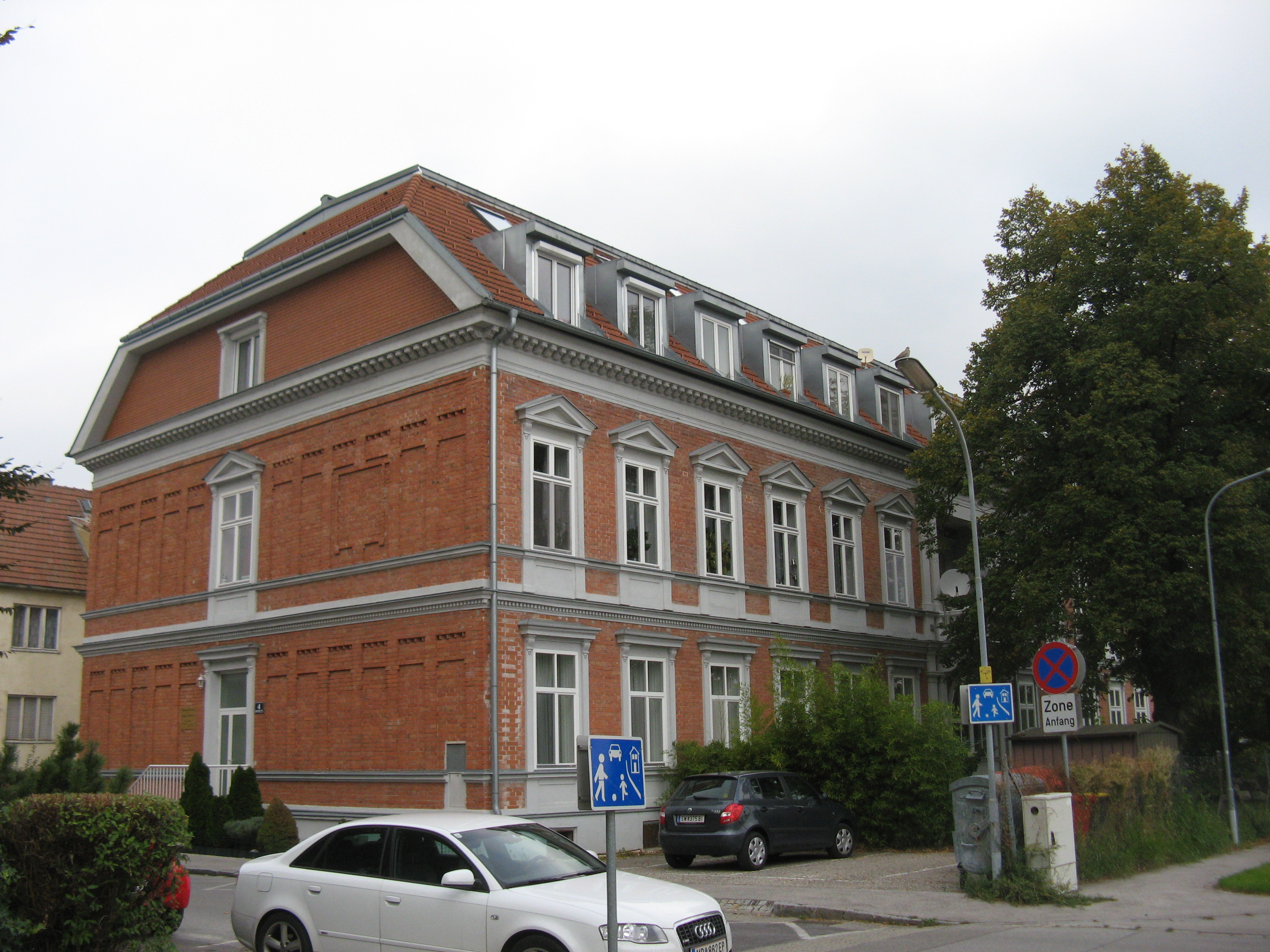
Jedna ze 174 Sal Królestwa. W Schwechat...
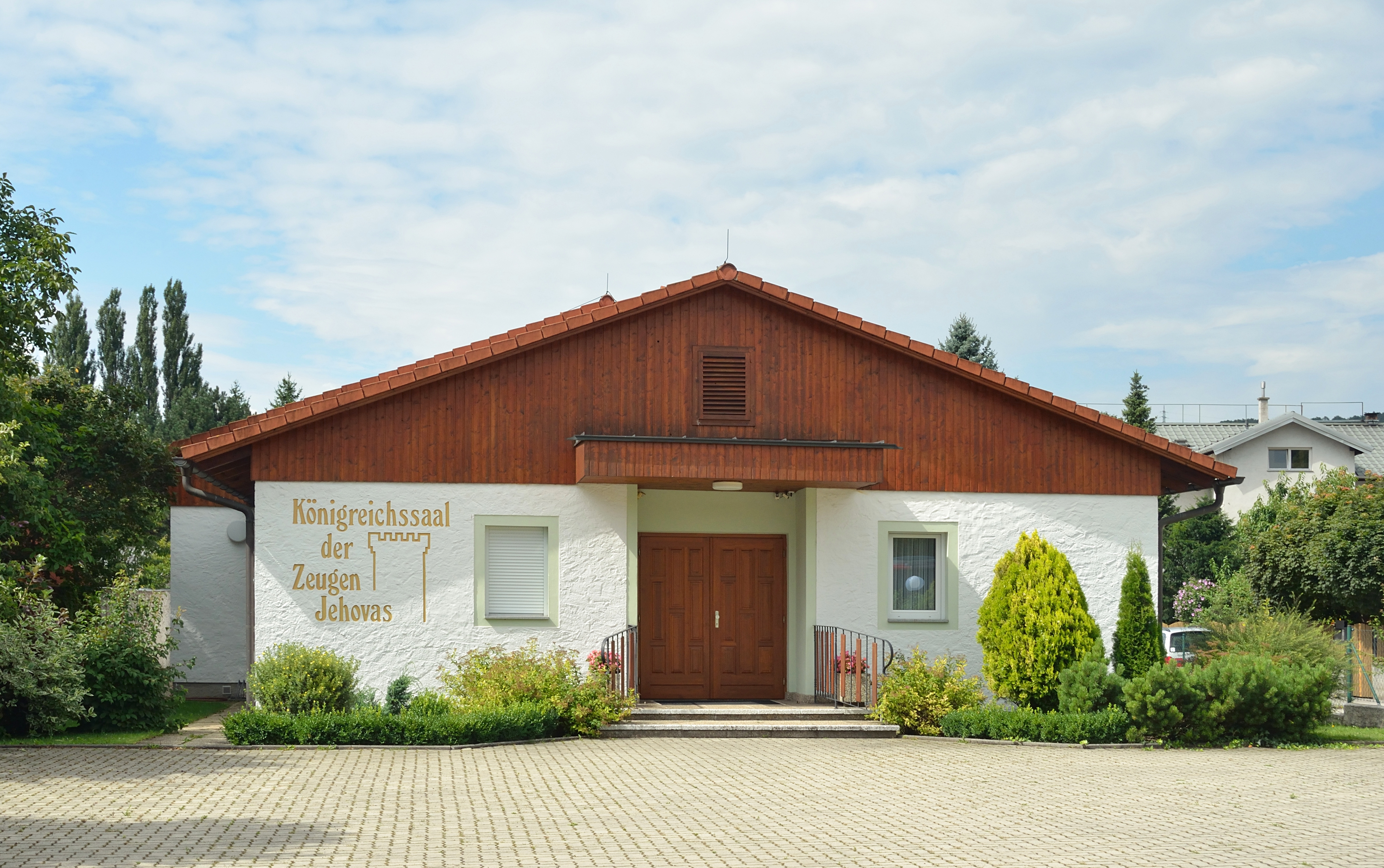
...w Berndorf...
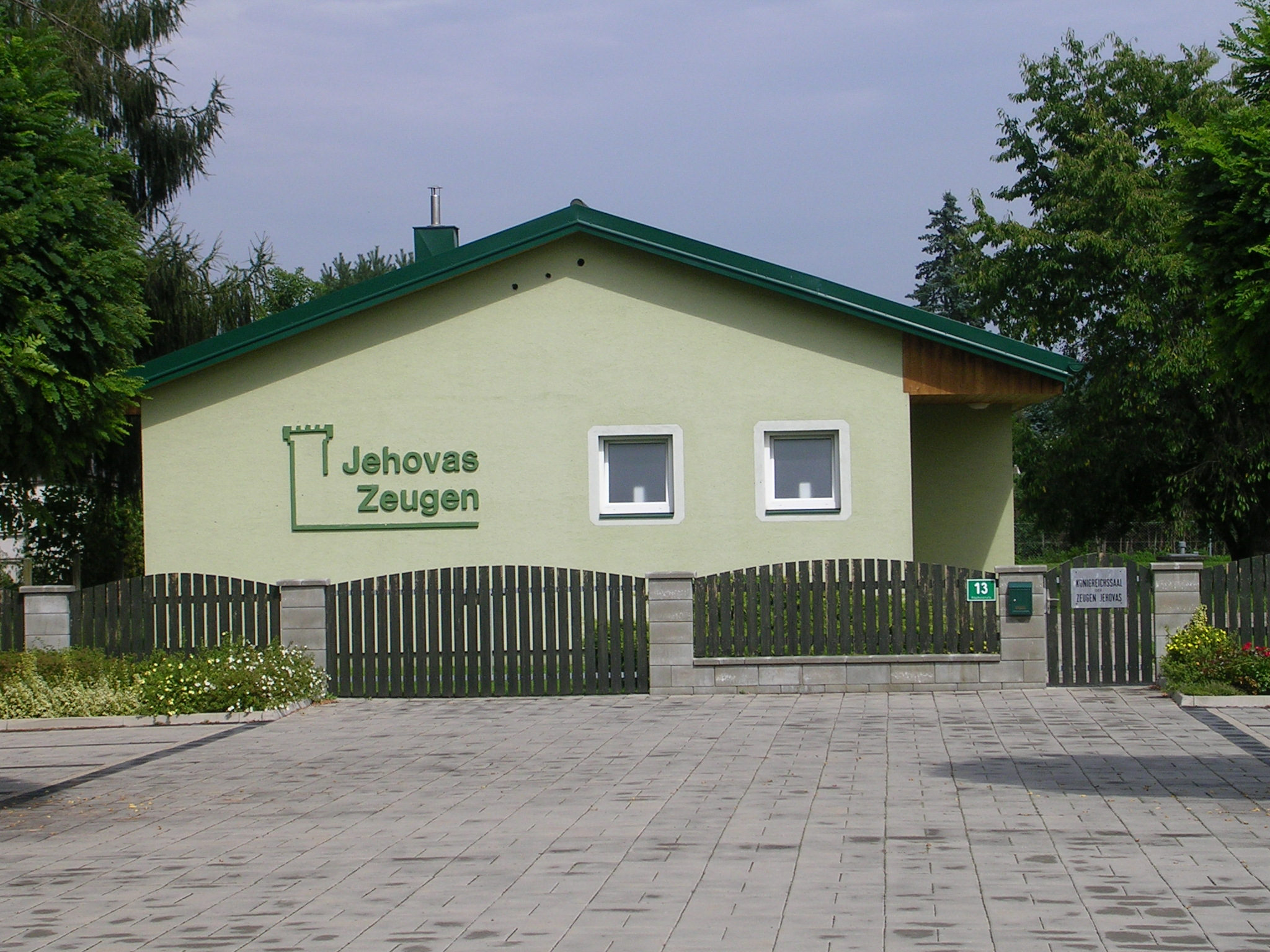
...w Kalsdorf...
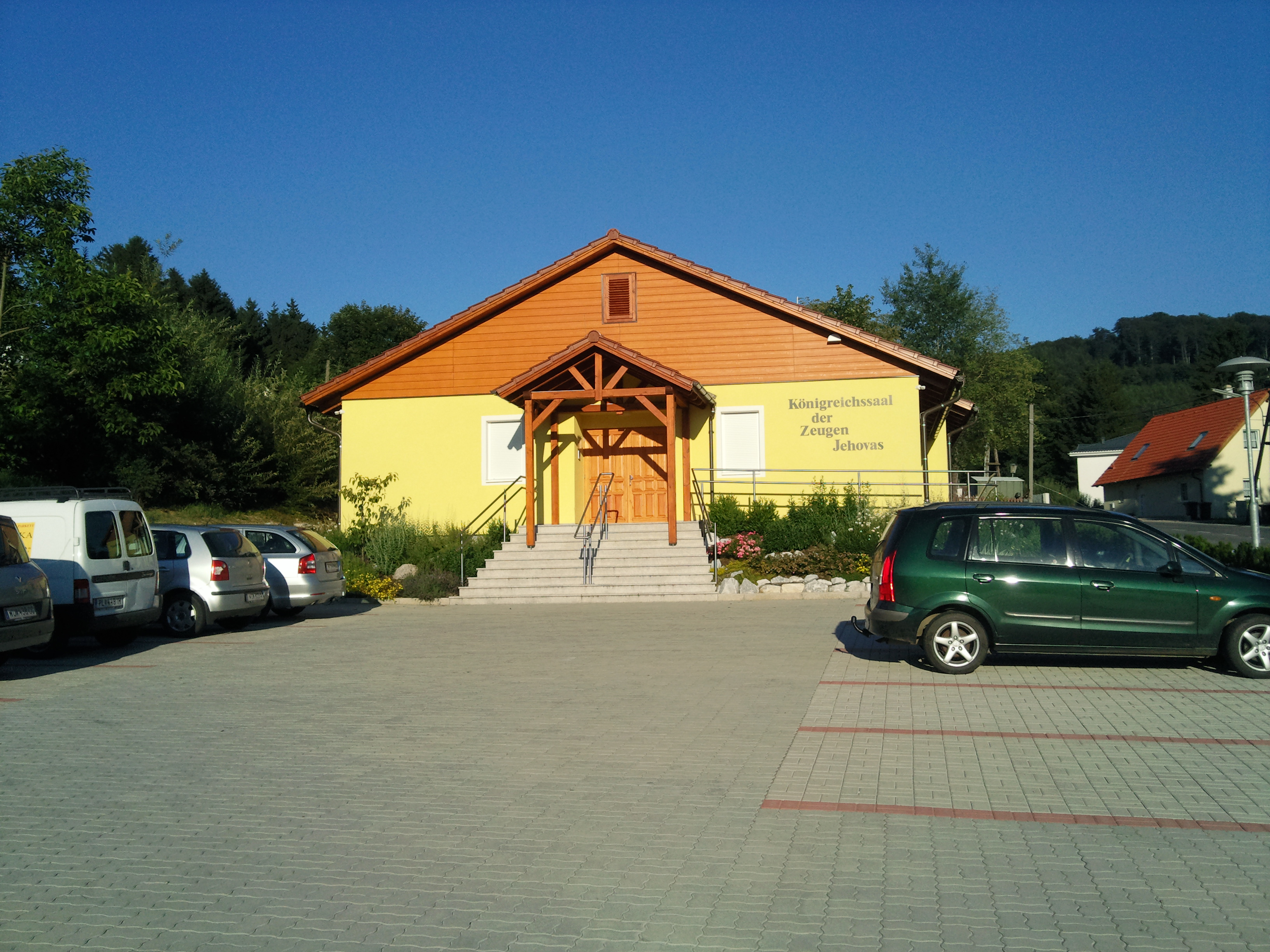
oraz ...w Prasbaum.

## Zbory polskojęzyczne
Na początku lat 80. XX wieku powstała polskojęzyczna grupa Świadków Jehowy w Wiedniu. Dekadę później przekształciła się w samodzielny zbór. Na początku XXI wieku powstał drugi stołeczny zbór polskojęzyczny, a w największych miastach powstały grupy tego języka. W roku 2010 utworzono trzeci zbór polskojęzyczny w Wiedniu (Wien-Altmannsdorf-Polnisch, Wien-Döbling-Polnisch, Wien-Donaustadt-Polnisch). Do roku 2022 grupy polskojęzyczne działały w Linzu i Grazu. Zbory i grupy polskojęzyczne zostały przydzielone do obwodu polskojęzycznego: EU Polish 09B. W latach 2010–2012 dla polskojęzycznych głosicieli organizowano osobne kongresy, na których całość programu przedstawiana była po polsku. Zbory korzystają z kongresów w j. polskim w Niemczech. Do roku 2019 zgromadzenia obwodowe w języku polskim odbywały się w Sali Zgromadzeń w St. Pölten. Od 2023 roku odbywają się w hali w Wals-Siezenheim koło Salzburga.

## Lista austriackich Świadków Jehowy zabitych w okresie III Rzeszy, upamiętnionych stolpersteinami
| Lista austriackich Świadków Jehowy zabitych w okresie III Rzeszy, upamiętnionych stolpersteinami | Lista austriackich Świadków Jehowy zabitych w okresie III Rzeszy, upamiętnionych stolpersteinami | Lista austriackich Świadków Jehowy zabitych w okresie III Rzeszy, upamiętnionych stolpersteinami | Lista austriackich Świadków Jehowy zabitych w okresie III Rzeszy, upamiętnionych stolpersteinami |
| Osoba                                                                                            | Zdjęcie                                                                                          | Adres                                                                                            | Data odsłonięcia                                                                                 |
| ------------------------------------------------------------------------------------------------ | ------------------------------------------------------------------------------------------------ | ------------------------------------------------------------------------------------------------ | ------------------------------------------------------------------------------------------------ |
| Helene Delacher                                                                                  |                                                                                                  | Leisach                                                                                          | 13 listopada 2023                                                                                |
| Karl Endstrasser                                                                                 |                                                                                                  | Graz, Wienerstrasse 53                                                                           | 27 lipca 2013                                                                                    |
| Nikolaus Fraunhofer                                                                              |                                                                                                  | Salzburg, Theodebertstraße 24                                                                    | 7 lipca 2011                                                                                     |
| Josef Göls                                                                                       |                                                                                                  | Salzburg, Römergasse 17                                                                          | 22 czerwca 2009                                                                                  |
| Johann Gruber                                                                                    |                                                                                                  | Salzburg, Kirchbergsteig 4                                                                       | 23 marca 2012                                                                                    |
| Johann Haslauer                                                                                  |                                                                                                  | Salzburg, Getreidegasse 33                                                                       | 22 sierpnia 2008                                                                                 |
| Maria Haslauer                                                                                   |                                                                                                  | Salzburg, Getreidegasse 33                                                                       | 22 sierpnia 2008                                                                                 |
| Rudolf Hart                                                                                      |                                                                                                  | Graz, Triester Str. 85                                                                           | 20 września 2019                                                                                 |
| Rupert Heider                                                                                    |                                                                                                  | Graz, Karlauergürtel 24                                                                          | 7 września 2022                                                                                  |
| Franz Korb                                                                                       |                                                                                                  | Graz, Baiernstraße 14                                                                            | 22 października 2020                                                                             |
| Franz Mittendorfer                                                                               |                                                                                                  | Salzburg, Landstraße 15                                                                          | 22 sierpnia 2007                                                                                 |
| Johann Moser                                                                                     |                                                                                                  | Graz, Reininghausstraße 50                                                                       | 16 sierpnia 2016                                                                                 |
| Johann Nobis                                                                                     |                                                                                                  | Sankt Georgen bei Salzburg, Holzhauser Str. 32                                                   | 19 lipca 1997                                                                                    |
| Matthias Nobis                                                                                   |                                                                                                  | Sankt Georgen bei Salzburg, Holzhauser Str. 32                                                   | 19 lipca 1997                                                                                    |
| Johann Pichler                                                                                   |                                                                                                  | Salzburg, Bachwinkelweg 10                                                                       | 22 czerwca 2009                                                                                  |
| Rudolf Redlinghofer                                                                              |                                                                                                  | Krems an der Donau, Spitalgasse 3                                                                | 23 czerwca 2009                                                                                  |
| Anton Rafetseder                                                                                 |                                                                                                  | Salzburg, Römergasse 17                                                                          | 22 czerwca 2009                                                                                  |
| Aloisia Regenfelder                                                                              |                                                                                                  | Graz, Reininghausstraße 28                                                                       | 5 lipca 2014                                                                                     |
| Josef Regenfelder                                                                                |                                                                                                  | Graz, Reininghausstraße 28                                                                       | 5 lipca 2014                                                                                     |
| Cäcilia Reiter                                                                                   |                                                                                                  | Graz, Einödstrasse 1                                                                             | 27 lipca 2013                                                                                    |
| Ernst Reiter                                                                                     |                                                                                                  | Graz, Einödstrasse 1                                                                             | 27 lipca 2013                                                                                    |
| Franz Reiter                                                                                     |                                                                                                  | Salzburg, Auerspergstraße 48                                                                     | 23 marca 2012                                                                                    |
| Anna Sax                                                                                         |                                                                                                  | Braunau am Inn, Linzerstraße 36                                                                  | 11 sierpnia 2006                                                                                 |
| Josef Schöfegger                                                                                 |                                                                                                  | Salzburg, Nonntaler Hauptstraße 120                                                              | 22 lipca 2010                                                                                    |
| Johanna Schunko                                                                                  |                                                                                                  | Graz, Grüne Gasse 43                                                                             | 23 października 2021                                                                             |
| Olga Siak                                                                                        |                                                                                                  | Graz, Grüne Gasse 43                                                                             | 23 października 2021                                                                             |
| Notburga Tiefgraber                                                                              |                                                                                                  | Salzburg, Aigner Straße 10                                                                       | 22 lipca 2010                                                                                    |
| Johann Trausner                                                                                  |                                                                                                  | St. Johann im Pongau, Liechtensteinklammstr. 3                                                   | 15 lipca 2015                                                                                    |
| Franz Tschoggl                                                                                   |                                                                                                  | Leoben, Kerpelystraße 21                                                                         | 19 października 2020                                                                             |
| Maximilian Tschoggl                                                                              |                                                                                                  | Leoben, Kerpelystraße 21                                                                         | 19 października 2020                                                                             |
| Rudolf Tschoggl                                                                                  |                                                                                                  | Leoben, Kerpelystraße 21                                                                         | 19 października 2020                                                                             |
| Alois Wagner                                                                                     |                                                                                                  | Sankt Ruprecht an der Raab, Untere Hauptstraße 24                                                | 8 maja 2023                                                                                      |
| Anna Wegscheider                                                                                 |                                                                                                  | Salzburg, Landstraße 15                                                                          | 22 sierpnia 2007                                                                                 |
| Josef Wegscheider                                                                                |                                                                                                  | Salzburg, Landstraße 15                                                                          | 22 sierpnia 2007                                                                                 |
| Eduard Wohinz                                                                                    |                                                                                                  | Graz, Weissenkircherstrasse 35                                                                   | 27 września 2017                                                                                 |

## Statystyki
| Świadkowie Jehowy w poszczególnych landach (stan: styczeń 2024) | Świadkowie Jehowy w poszczególnych landach (stan: styczeń 2024) | Świadkowie Jehowy w poszczególnych landach (stan: styczeń 2024) | Świadkowie Jehowy w poszczególnych landach (stan: styczeń 2024) |
| Kraj związkowy                                                  | Liczba głosicieli                                               | Liczba zborów                                                   | Liczba Sal Królestwa                                            |
| --------------------------------------------------------------- | --------------------------------------------------------------- | --------------------------------------------------------------- | --------------------------------------------------------------- |
| Burgenland                                                      | 639                                                             | 7                                                               | 6                                                               |
| Karyntia                                                        | 2276                                                            | 29                                                              | 21                                                              |
| Dolna Austria                                                   | 2937                                                            | 38                                                              | 28                                                              |
| Górna Austria                                                   | 4478                                                            | 51                                                              | 32                                                              |
| Salzburg                                                        | 1751                                                            | 22                                                              | 11                                                              |
| Styria                                                          | 2874                                                            | 39                                                              | 26                                                              |
| Tyrol                                                           | 2032                                                            | 26                                                              | 14                                                              |
| Vorarlberg                                                      | 1212                                                            | 13                                                              | 6                                                               |
| Wiedeń                                                          | 4381                                                            | 57                                                              | 13                                                              |
| Austria                                                         | 22580                                                           | 282                                                             | 157                                                             |